# KolourPaint
KolourPaint es un editor de imágenes libre desarrollado por KDE. Su objetivo es ser fácil de entender y de usar, además, proporcionar un nivel de funcionalidad orientada hacia el usuario medio.
Su interfaz está inspirada en Microsoft Paint, sirviéndose como una alternativa para sistemas de GNU/Linux. En comparación, KolourPaint posee algunas características exclusivas, como el soporte para transparencias, filtros, ángulos de rotación arbitrarios y 500 niveles de deshacer y rehacer.

KolorPaint es nativo de GNU/Linux, aunque también cuenta con ports para Windows, Mac OS y FreeBSD.

## Características
KolourPaint está diseñado para realizar las siguientes tareas:
- Pintura - puede dibujar gráficos y diagramas.
- Manipulación de imágenes - edita capturas de pantalla o fotos y añade efectos a cada imagen.
- Edición de Iconos - permite dibujar logos e iconos con transparencia.

## Historia
Desde la versión 3.3 de KDE, KolourPaint reemplaza a KPaint y se convierte en la aplicación para dibujo por defecto. Se encuentra dentro del paquete kdegraphics.